# Martim de Freitas
Martim Esteves de Freitas, mais conhecido por Martim de Freitas (c. 1215 – a. 1293), foi um nobre e militar português e alcaide-mor. Foi 3.º Senhor da Honra de Freitas.

## Biografia
Após a deposição de D. Sancho II de Portugal (1209-1248) em 1245, sendo o governo do reino confiado ao seu irmão, o Infante D. Afonso, refugiou-se o primeiro em Toledo, no Reino de Castela. Reza a lenda que Martim de Freitas, alcaide-mor do castelo de Coimbra, fiel a D. Sancho II, a quem prestara menagem, recusou-se a entregar o castelo ao regente, mesmo suportando um longo cerco, iniciado em 1246. Informado do falecimento do soberano naquela cidade castelhana (Janeiro de 1248), pediu e obteve um salvo-conduto e foi, por seus próprios meios, certificar-se da notícia. Lá chegando, aberto o caixão, depositou as chaves do castelo sobre o cadáver do seu senhor, retirando-as em seguida para então as entregar ao novo soberano, como seu legítimo senhor. (in: Rui de Pina.)

## Dados genealógicos
Filho de Estêvão Anes de Freitas, 2.º Senhor da Honra de Freitas, e de sua mulher Sancha Martins Pimentel. 
Casou c. 1253 com Sancha Pais de Agares (c. 1235 – d. 28 de Janeiro de 1309), viúva de Fernão Peres Furtado, possível filho ou sobrinho de D. Paio Furtado, Bispo de Lamego, com geração, da qual teve dois filhos e duas filhas.